# Papirus 99
Papirus 99 (według numeracji Gregory-Aland), oznaczany symbolem {\displaystyle {\mathfrak {P}}^{99}} – grecko-łaciński rękopis Nowego Testamentu, spisany w formie kodeksu na papirusie. Paleograficznie datowany jest na IV lub V wiek. Zawiera fragmenty Listów Pawła.

## Opis
Zachowały się tylko fragmenty czterech kart Listów Pawła (Rz, 2 Kor, Ga, Ef).
Tekst pisany jest jedną kolumną na stronę, 27-30 linijek w kolumnie.
- Rz 1,1;
- 2 Kor 1,3-6; 1,6-17; 1,20-24; 2,1-9; 2,9-5,13; 5,13-6,3; 6,3-8,13; 8,14-22; 9,2-11,8; 11,9-23; 11,26-13,11;
- Ga 1,4-11; 1,18-6,15; 1,14-2,4; 2,4-3,19; 3,19-4,9;
- Ef 1,4-2,21; 1,22(?); 3,8-6,24.

Ten sam rękopis zawiera również grecką gramatykę.

## Historia
INTF umieścił rękopis na liście greckich rękopisów Nowego Testamentu, w grupie papirusów, dając mu numer 99.
Rękopis datowany jest przez INTF na IV/V wiek. Pochodzi z Egiptu.
Jest cytowany w krytycznych wydaniach greckiego Nowego Testamentu (NA27, UBS4).
Obecnie przechowywany jest w Chester Beatty Library (P. Chester B. Ac. 1499, fol. 11-14) w Dublinie.